# Празеодимдижелезо
Празеодимдижелезо — бинарное неорганическое соединение, интерметаллид празеодима и железа с формулой Fe2Pr, кристаллы.

## Получение
- Сплавление стехиометрических количеств чистых веществ:

{\displaystyle {\mathsf {Pr+2Fe\ {\xrightarrow {1030^{o}C}}\ Fe_{2}Pr}}}

## Физические свойства
Празеодимдижелезо образует кристаллы нескольких модификаций:
- гексагональная сингония, пространственная группа P 63/mmc, параметры ячейки a = 0,526 нм, c = 0,862 нм, Z = 4, структура типа дицинкмагния MgZn2 (фаза Лавеса);
- кубическая сингония, пространственная группа F d3m, параметры ячейки a = 0,676 нм, Z = 8, структура типа димедьмагния MgCu2 (фаза Лавеса)[1][2][3][4].

Соединение образуется по перитектической реакции при температуре 1030 °C.